# Sacespalus dubiosus
Sacespalus dubiosus är en stekelart som beskrevs av Peter Neerup Buhl 2004. Sacespalus dubiosus ingår i släktet Sacespalus och familjen gallmyggesteklar. Inga underarter finns listade i Catalogue of Life.